# タイロン・クロフォード
タイロン・クロフォード（Tyrone Crawford 1989年11月22日- ）はカナダオンタリオ州ウィンザー出身の元アメリカンフットボール選手。ポジションはディフェンシブエンド、ディフェンシブタックル。

## 経歴
カリフォルニア州のベイカーズフィールドカレッジでプレーした後、ボイシ州立大学に転校した。ボイシ州立大学では4-3ディフェンスのストロングサイドでプレーした。ボイシ州立大学では2010年、2011年の2シーズンで25試合に出場し、76タックル（27ロスタックル）、13.5サックをあげた。2011年、マウンテンウェスト・カンファレンスファーストチームに選ばれた。
2012年のNFLドラフト3巡でダラス・カウボーイズに指名された。同年6月13日、カウボーイズと4年契約を結んだ。ロブ・ライアン守備コーディネーターの3-4ディフェンスにおいて左DEとしてプレーした。この年全16試合に出場したが、先発出場はなく、20タックルをあげただけでQBサックは0であった。
2013年、モンテ・キフィンが守備コーディネーターに就任、ストロングサイドのDEの控え及びパスシチュエーションでのDTの役割を期待されたが、7月21日、トレーニングキャンプ初日にアキレス腱を断裂、シーズン絶望となった。
2014年、第3週のニューオーリンズ・セインツ戦でDTとして先発出場、この年3サックをあげた。
2015年5年4500万ドル（2570万ドルの保証）の契約を結んだ。この年44タックル、5サックをあげた。シーズンオフに第2週のフィラデルフィア・イーグルス戦で負傷した肩の手術を行った。
2016年、DTとしてテレル・マクレイン、新人のマリーク・コリンズとポジション争いをしたが、第2週のワシントン・レッドスキンズ戦の第4Qより左DEとして起用されシーズン残り試合では左DEとして先発出場した。第8週のフィラデルフィア・イーグルス戦では1.5サック、1ファンブルリカバー、クリーブランド・ブラウンズ戦では2サックの活躍を見せた。肩とハムストリングスの負傷により、タンパベイ・バッカニアーズ戦でデビッド・アービングが交代出場、シーズン最後の2試合を欠場した。この年4.5サックをあげた。
2017年第8週のワシントン・レッドスキンズ戦で36ヤードのFGをブロック、チームメートのオーランド・スキャンドリックが90ヤードをリターンし、チームは33-19で勝利した。この活躍で彼はNFCスペシャルチーム部門の週間最優秀選手に選ばれた。
2018年第16週のタンパベイ・バッカニアーズ戦で首を負傷し、カートで運ばれて退場した。
2019年は怪我の影響もあり、4試合の出場に留まった。
2020年は、16試合出場で3試合に先発、17タックル、2サックという成績を残した。
2021年3月25日に現役を引退する意向を示した。